# Cantons del Sena Marítim
Els Cantons del Sena Marítim (Normandia) són 69 i s'agrupen en 3 districtes:
- Districte de Dieppe (20 cantons - sotsprefectura: Dieppe) :
cantó d'Argueil - cantó d'Aumale - cantó de Bacqueville-en-Caux - cantó de Bellencombre - cantó de Blangy-sur-Bresle - cantó de Cany-Barville - cantó de Dieppe-Est - cantó de Dieppe-Oest - cantó d'Envermeu - cantó d'Eu - cantó de Fontaine-le-Dun - cantó de Forges-les-Eaux - cantó de Gournay-en-Bray - cantó de Londinières - cantó de Longueville-sur-Scie - cantó de Neufchâtel-en-Bray - cantó d'Offranville - cantó de Saint-Saëns - cantó de Saint-Valery-en-Caux - cantó de Tôtes

- Districte de Le Havre (20 cantons - sotsprefectura: Le Havre) :
cantó de Bolbec - cantó de Criquetot-l'Esneval - cantó de Fauville-en-Caux - cantó de Fécamp - cantó de Goderville - cantó de Gonfreville-l'Orcher - cantó de Le Havre-1 - cantó de Le Havre-2 - cantó de Le Havre-3 - cantó de Le Havre-4 - cantó de Le Havre-5 - cantó de Le Havre-6 - cantó de Le Havre-7 - cantó de Le Havre-8 - cantó de Le Havre-9 - cantó de Lillebonne - cantó de Montivilliers - cantó d'Ourville-en-Caux - cantó de Saint-Romain-de-Colbosc - cantó de Valmont

- Districte de Rouen (29 cantons - prefectura: Rouen) :
cantó de Bois-Guillaume-Bihorel - cantó de Boos - cantó de Buchy - cantó de Caudebec-en-Caux - cantó de Caudebec-lès-Elbeuf - cantó de Clères - cantó de Darnétal - cantó de Doudeville - cantó de Duclair - cantó d'Elbeuf - cantó de Grand-Couronne - cantó de Le Grand-Quevilly - cantó de Maromme - cantó de Mont-Saint-Aignan - cantó de Notre-Dame-de-Bondeville - cantó de Pavilly - cantó de Le Petit-Quevilly - cantó de Rouen-1 - cantó de Rouen-2 - cantó de Rouen-3 - cantó de Rouen-4 - cantó de Rouen-5 - cantó de Rouen-6 - cantó de Rouen-7 - cantó de Saint-Étienne-du-Rouvray - cantó de Sotteville-lès-Rouen-Est - cantó de Sotteville-lès-Rouen-Oest - cantó de Yerville - cantó d'Yvetot